# Blood (EP)
Blood (englisch für „Blut“) ist eine 2003 veröffentlichte EP der polnischen Death-Metal-Band Vader.

## Hintergrund
Die EP wurde am 22. September 2003 erstmals veröffentlicht, als Plattenfirmen zeichneten Metal Mind Productions und Metal Blade Records verantwortlich. In Japan erschien das Mini-Album am 22. Oktober 2003 über das Label Avalon. Die ersten beiden Titel wurden im Juli 2003 im RG Studio in Gdańsk aufgenommen und gemixt, wo durch Michal Mielnik auch das Mastering besorgt wurde. Aufnahme und Mix der weiteren Lieder fanden bereits im Februar und März 2002 im Red Studio in Gdańsk statt, das Mastering übernahm hier Bartek Kuźniak im Studio 333 in Częstochowa. Für das Engineering war Piotr Łukaszewski verantwortlich, Cover und Design des Booklet stammen von Jacek Wiśniewski.
Son Of Fire ist im Booklet und auf dem Backcover als dritter, As The Fallen Rise als vierter Titel angegeben. Auf dem Album sind sie in umgedrehter Reihenfolge zu hören.
Blood war Vaders erste Aufnahme mit dem ehemaligen Devilyn-Sänger und Bassisten Marcin „Novy“ Nowak und zugleich die letzte mit dem 2005 verstorbenen Schlagzeuger Krzysztof „Doc“ Raczkowski.
Da Gitarrist Maurycy „Mauser“ Stefanowicz und Raczkowski bereits vor Marcin Nowaks Einstieg mit ihm in der Band Dies Irae gespielt hatten und zudem deren Gitarrist Jacek Hiro auf Blood einige Gastbeiträge einbrachte, war dies die einzige Veröffentlichung von Vader, auf der alle vier Mitglieder von Dies Irae mitwirkten.
Die EP erreichte Platz 44 in den polnischen Albumcharts.

## Titelliste
Die Musik wurde vollständig von Piotr Wiwczarek geschrieben, die Verfasser der Liedtexte sind im Folgenden angegeben.
1. Shape-Shifting (Pawel Frelik) – 4:49
2. We Wait (Pawel Frelik) – 3:54
3. As The Fallen Rise (Piotr Wiwczarek) – 2:09
4. Son Of Fire (Piotr Wiwczarek) – 2:12
5. Traveler (Łukasz Szurmiński) – 2:06
6. When Darkness Calls (Łukasz Szurmiński) – 5:17
7. Angel of Death (Thin-Lizzy-Cover) (Phil Lynott, Darren Wharton / 3. Strophe: Piotr Wiwczarek) – 6:29
8. Immortal Rites (Morbid-Angel-Cover) (David Vincent, Trey Azagthoth) – 3:59 (Bonus japanische Version)

## Liedinformationen
Die Texte des Albums beinhalten im Death Metal häufig vorkommende Themen wie Zerstörung, Dunkelheit und Wahnsinn. In der Coverversion Angel Of Death sind explizit das Erdbeben von San Francisco 1906, der Holocaust und die Prophezeiungen des Nostradamus genannt. Die dritte Strophe stammt von Piotr Wiwczarek und thematisiert die Terroranschläge am 11. September 2001. Das Original des Liedes ist auf Thin Lizzys Album Renegade aus dem Jahr 1981 enthalten.
Das Intro von Traveler stammt aus der von John Dee besorgten Übersetzung der fiktiven henochischen Sprache.

## Weitere Veröffentlichungen
Angel Of Death war bereits am 10. April 2002 über Empire Records als Single mit der B-Seite When Darkness Calls veröffentlicht worden.
Mit Ausnahme des Liedes Angel Of Death erschien Blood im Jahr 2003 außerdem zusammen mit der bereits 2000 veröffentlichten EP Reign Forever World. Verantwortliches Label war hier Metal Blade Records.
When Darkness Calls war bereits auf dem Album Revelations aus dem Jahr 2002 enthalten, dessen japanische Version enthielt als außerdem As The Fallen Rise.
Traveler wurde auf der polnischen Digipak-Version von Revelations als Bonus enthalten, gleiches gilt für Son Of Fire auf der europäischen Digipak-Ausgabe.
Darüber hinaus erschien die EP in Japan mit dem Morbid-Angel-Cover Immortal Rites als Bonustrack. Dieses war bereits im Jahr 2000 aufgenommen und 2002 für den Sampler Tyrants from the Abyss – Tribute to Morbid Angel verwendet worden.

## Rezeption
Der Rezipient auf metal.de lobte Blood als „äußerst kurzweilige Wartezeitverkürzung auf das neue Studioalbum“, bewertete es aber schlechter als Reign Forever World. Das Lied When Darkness Calls wurde stilistisch mit dem schwedischen Death Metal verglichen und Angel Of Death als „größte Überraschung“ der EP bezeichnet.
Die Durchschnittsbewertung auf Metal Archives liegt bei 88 %.
Frank Albrecht vom Rock Hard lobte in der 197. Ausgabe des Magazins die Lieder der EP als „qualitativ samt und sonders im oberen Bereich“ liegend.